# 8.º Prêmio Jabuti
O 8º Prêmio Jabuti foi realizado em 1966, premiando obras literárias referentes a lançamentos de 1965.

## Prêmios
Os premiados foram:
| Categoria                                          | Obra                                 | Autor                             |
| Personalidade literária do ano                     |                                      | Antonio Candido                   |
| Literatura adulta - Autor revelação                | O pássaro da escuridão               | Eugênia Sereno                    |
| Biografia e/ou memórias                            | José de Alencar, literato e político | Raimundo de Menezes               |
| Capista                                            | Poluição e desenvolvimento           | Apollo Silveira                   |
| Contos / Crônicas / Novelas                        | Jardim selvagem                      | Lygia Fagundes Telles             |
| Estudos literários (ensaios)                       | Literatura e sociedade               | Antonio Candido                   |
| Ilustrações                                        | Joana                                | Noemia Graciano e Clovis Graciano |
| Literatura infantil                                | Joana                                | Mauricio Goulart                  |
| Melhor crítica e/ou noticiário literário (jornais) | O Estado de S. Paulo                 | Décio de Almeida Prado            |
| Poesia                                             | Procura e névoa                      | Carlos Soule do Amaral            |
| Romance                                            | O senhor Embaixador                  | Érico Veríssimo                   |

## Ver Também
- Prêmio Prometheus
- Os 100 livros Que mais Influenciaram a Humanidade
- Nobel de Literatura